# Daut Niechaj
Daut Jeriedżybowicz Niechaj (ros. Даут Ереджибович Нехай, ur. 14 listopada?/27 listopada 1917 w aule Boczepszyj w Adygei, zm. 1 lutego 1955) – radziecki wojskowy, major, Bohater Związku Radzieckiego (1945).

## Życiorys
Urodził się w adygejskiej rodzinie chłopskiej. W 1938 ukończył adygejską szkołę pedagogiczną i został nauczycielem, od 1939 służył w Armii Czerwonej, w 1941 ukończył wojskową szkołę piechoty. Od 24 czerwca 1941 uczestniczył w wojnie z Niemcami kolejno jako dowódca plutonu, kompanii i batalionu na Froncie Północnym, Wołchowskim, Centralnym, Briańskim i 1 Białoruskim, od 1942 należał do WKP(b). W 1941 brał udział w walkach pod Kandałakszą, w 1942 w walkach w Karelii – na południe od miasta Bielow, w 1943 w bitwie pod Kurskiem i wyzwoleniu Wołchowa, w 1944 w forsowaniu Bugu, wyzwoleniu Chełma i uchwyceniu przyczółku puławskiego na Wiśle, a w 1945 w operacji wiślańsko-odrzańskiej i wyzwoleniu Radomia, Łodzi, Poznania, operacji berlińskiej i bitwie o wzgórza Seelow. Był pięciokrotnie ranny, w tym w kwietniu 1945 ciężko, wskutek czego został inwalidą wojennym. Szczególnie wyróżnił się jako dowódca batalionu 1083 pułku piechoty 312 Dywizji Piechoty 69 Armii 1 Frontu Białoruskiego w stopniu majora podczas przełamywania obrony przeciwnika na zachodnim brzegu Wisły na przyczółku puławskim 14 stycznia 1945. Po zwolnieniu ze służby w 1946 pracował jako nauczyciel i dyrektor szkoły średniej. Jego imieniem nazwano ulice w Majkopie, Adygejsku i innych miejscowościach.

## Odznaczenia
- Złota Gwiazda Bohatera Związku Radzieckiego (27 lutego 1945)
- Order Lenina (27 lutego 1945)
- Order Czerwonego Sztandaru (14 kwietnia 1945)
- Order Aleksandra Newskiego (5 sierpnia 1944)
- Order Wojny Ojczyźnianej II klasy (1 sierpnia 1944)
- Order Czerwonej Gwiazdy (21 sierpnia 1943)
- Medal za Warszawę 1939–1945 (Polska)
- Medal „Zasłużonym na Polu Chwały” (Polska)
- Medal za Odrę, Nysę, Bałtyk (Polska)

I medale ZSRR.